# 大擔島戰役
大擔島戰役，後又稱大膽島戰役，是於1950年7月發生的小型戰鬥，由於中國人民解放軍試圖攻佔中華民國國軍控制的大、二膽島而發生。

## 戰前準備

### 解放軍方面
解放军在戰前的口号是「要保证放响进攻金、台的第一炮，坚决打下大、二擔。」

## 戰役經過

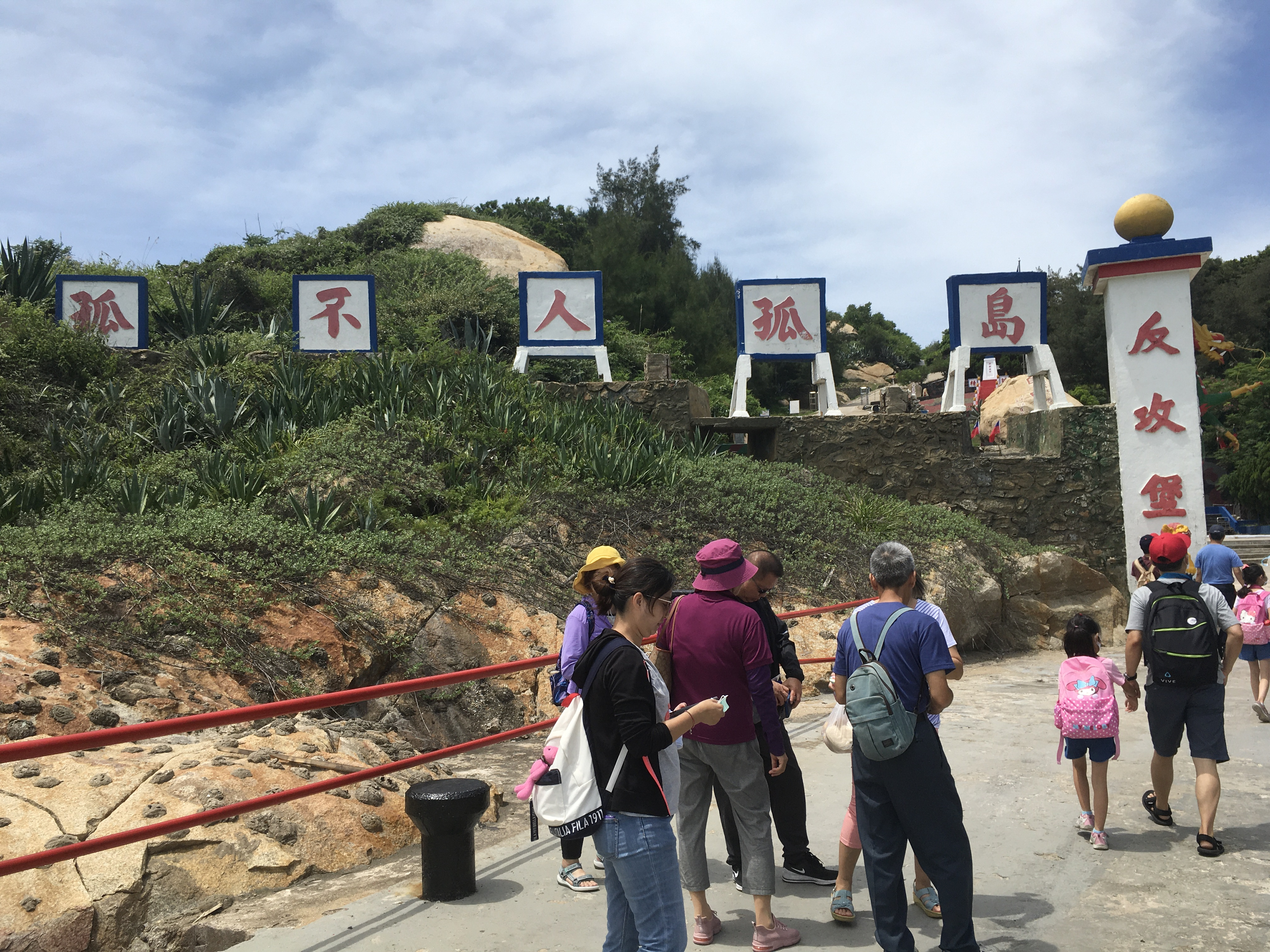
大膽島蔣經國題之島孤人不孤標語

1950年7月26日19時30分，中國人民解放軍陸軍某炮兵部隊突然自廈門大學地區一帶炮轟金門縣大擔島（今大膽島），4個小時後解放軍陸軍第三野戰軍第10兵團第29軍第86師258團挾帶60炮及82炮5排登陸大擔島，也有說是21時許，解放軍陸軍先鋒部隊在大擔島北山高地登陸，主力部隊也在40分鐘後於南山高地登陸。
中華民國陸軍第75師225團第1營少校營長史恒豐以不到三個連的兵力迎戰，至27日10時40分，俘虜解放軍營長鮑成等252人，其中有解放軍30人26日乘兩艘漁船攻打二擔島，結果在3名國軍士兵喊話後就直接投誠並繳械。
7月27日12時，解放軍陸軍士兵乘五艘漁船意圖增援先前登陸大擔的先鋒部隊，但被國軍士兵擊退而返航，當兩軍交戰時大擔島南北通訊中斷，坐鎮南山高地的史恒豐派傳令兵賴生明從南山陣地到北山陣地聯絡，賴生明中途腳部受傷仍順利完成任務，被譽為國軍戰鬥英雄。

## 戰後

### 影響
從大、二膽島可以炮擊金門的補給路線，國軍在此役的勝利使蔣中正打消從金門撤退的念頭。

### 國軍解讀
國軍稱此戰為大擔大捷，又名大二擔戰役，1951年蔣經國至大擔島巡視時，將島名易名為「大膽島」並於島上題下「島孤人不孤」石碑，後來也有資料追記為大膽島戰役。

### 解放軍解讀
至於解放軍後來在自己的戰史中，将此次战斗稱做武装侦察，而不是一次成规模的战斗，仅记载1950年7月下旬，福建軍區发现金门守军有撤退迹象，于是派遣一个营渡海对大担岛进行武装侦察，结果遭遇七级大风登陆失败，登岛人员全部损失。

## 紀念

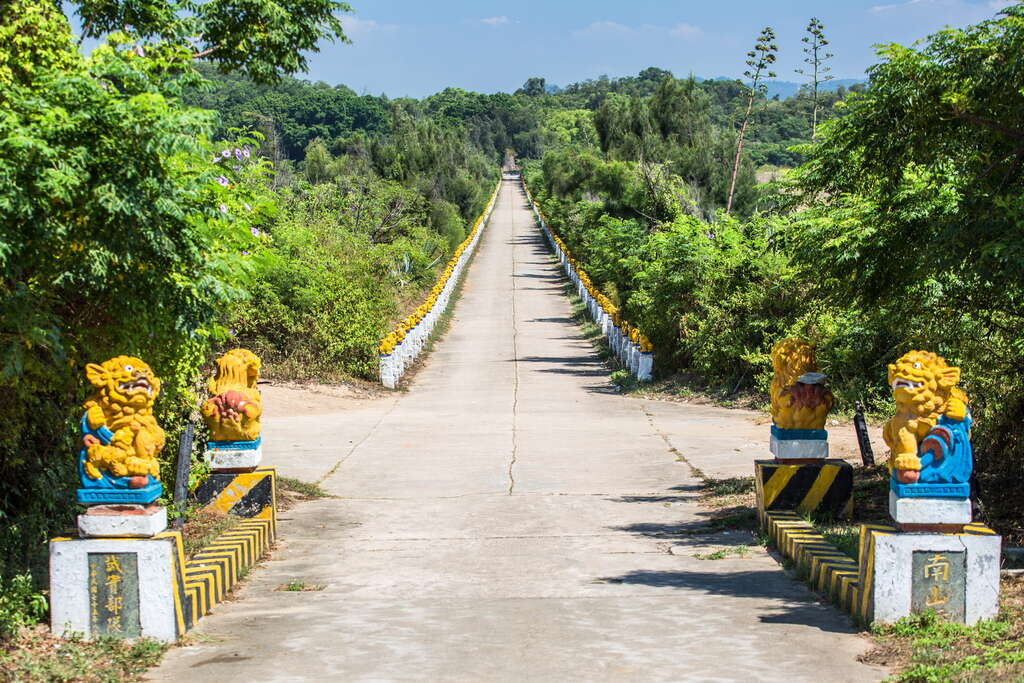
大膽島生明路

為紀念傳令兵賴生明的英雄事蹟，大擔島上六百公尺長的中央公路命名為「生明路」，島上官兵休閒活動場所命名為「生明廳」，金門縣莒光樓的匾額也是賴生明的墨寶。